# Бихонда, Нестор
Нестор Бихонда (рунди Nestor Bihonda, 1924 года, Бурунди — 2 октября 1986 года, Муйинга, Бурунди) — католический прелат, первый епископ Муйинги с 5 сентября 1968 года по 25 марта 1977 год.

## Биография
8 ноября 1953 года Нестор Бихонда был рукоположён в священника.
6 мая 1965 года Римский папа Павел VI назначил Нестора Бихонду вспомогательным епископом епархии Гитеги. 15 августа 1965 года состоялось рукоположение Нестора Бихонды в епископа, которое совершил апостольский нунций в Сенегале и титулярный архиепископ Лаодикии Писидийской Эмиль Андре Жан-Мари Мори в сослужении с епископом Бужумбуры Мишелем Нтуяхагой и епископом Нгози Андре Макаракиза.
Участвовал в IV сессии Второго Ватиканского собора.
5 сентября 1968 года Римский папа Павел VI учредил епархию Муйинги и назначил Нестора Бихонду её первым епископом.
25 марта 1977 года Нестор Бихонда подал в отставку.
Скончался 2 октября 1986 года в городе Муйинга.